# Rue Marie-Rose
La rue Marie-Rose est une voie située dans le quartier du Petit-Montrouge du 14e arrondissement de Paris.

## Origine du nom
La voie doit son nom à un propriétaire,.

## Historique
Cette rue a été ouverte sous sa dénomination actuelle puis a été classée dans la voirie de Paris par décret du 5 décembre 1906.

## Bâtiments remarquables et lieux de mémoire
- C'est au no 4 de cette rue qu'a vécu Lénine lors de son séjour à Paris[2] (après avoir habité le quartier du Panthéon en 1908 puis 24 rue Beaunier[3]). Surveillé par la police tsariste, il y a habité un appartement de 48 m2 au 2e étage, du 6 juillet 1909 au 12 juin 1912[4]. Il partage cet appartement avec sa femme, Nadejda Kroupskaïa, et sa belle-mère, Elisabeta Vasilievana[5]. Plus tard, dans les années 1950, en pleine guerre froide, l'appartement a été acquis par l'Association de la maison de Lénine, proche du Parti communiste français. À l'occasion d'une visite en France, le dirigeant soviétique Nikita Khrouchtchev vint visiter l'appartement de Lénine, le 25 mars 1960, en compagnie de Maurice Thorez[2]. Gorbatchev vint également visiter le musée Lénine en 1985 en compagnie de Georges Marchais[6],[7]. Il pouvait être visité sur rendez-vous jusqu'en 2007, année où l'association le revendit[8]. Par la suite, la copropriété a retiré la plaque commémorative apposée sur sa façade qui signalait l'ancienne présence du chef bolchévique. Au no 2 vivait Inès Armand, la maîtresse de Lénine[5].
- Au no 7, rue Marie-Rose, se trouve le couvent franciscain Saint-François. Le père Corentin Cloarec (1894-1944), vicaire du couvent et résistant, y fut assassiné le 28 juin 1944 par deux Français travaillant pour le compte de la Gestapo[9]. Son nom a été attribué en 1945 à la voie voisine, la rue du Père-Corentin (anciennement rue de la Voie-Verte).

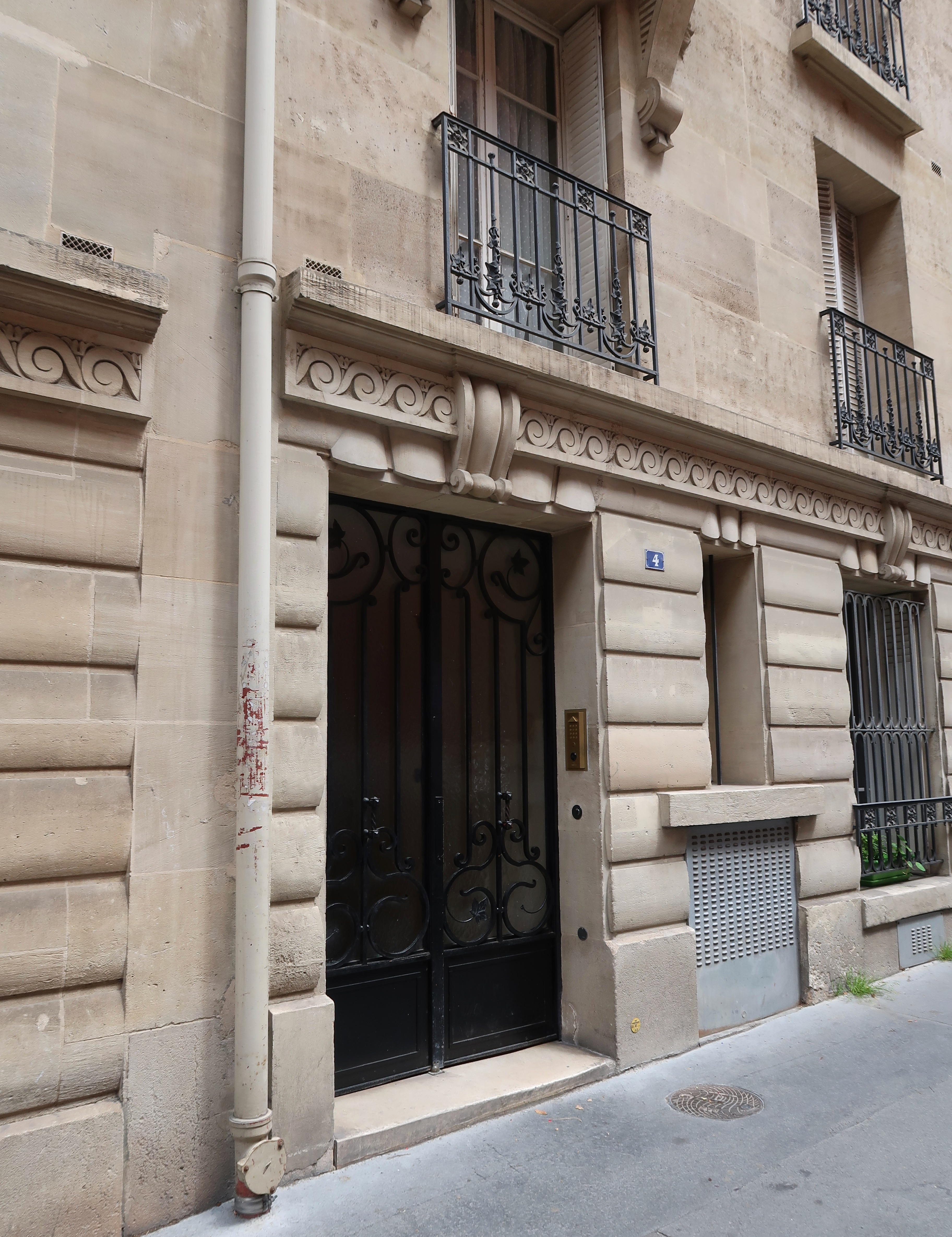
No 4.
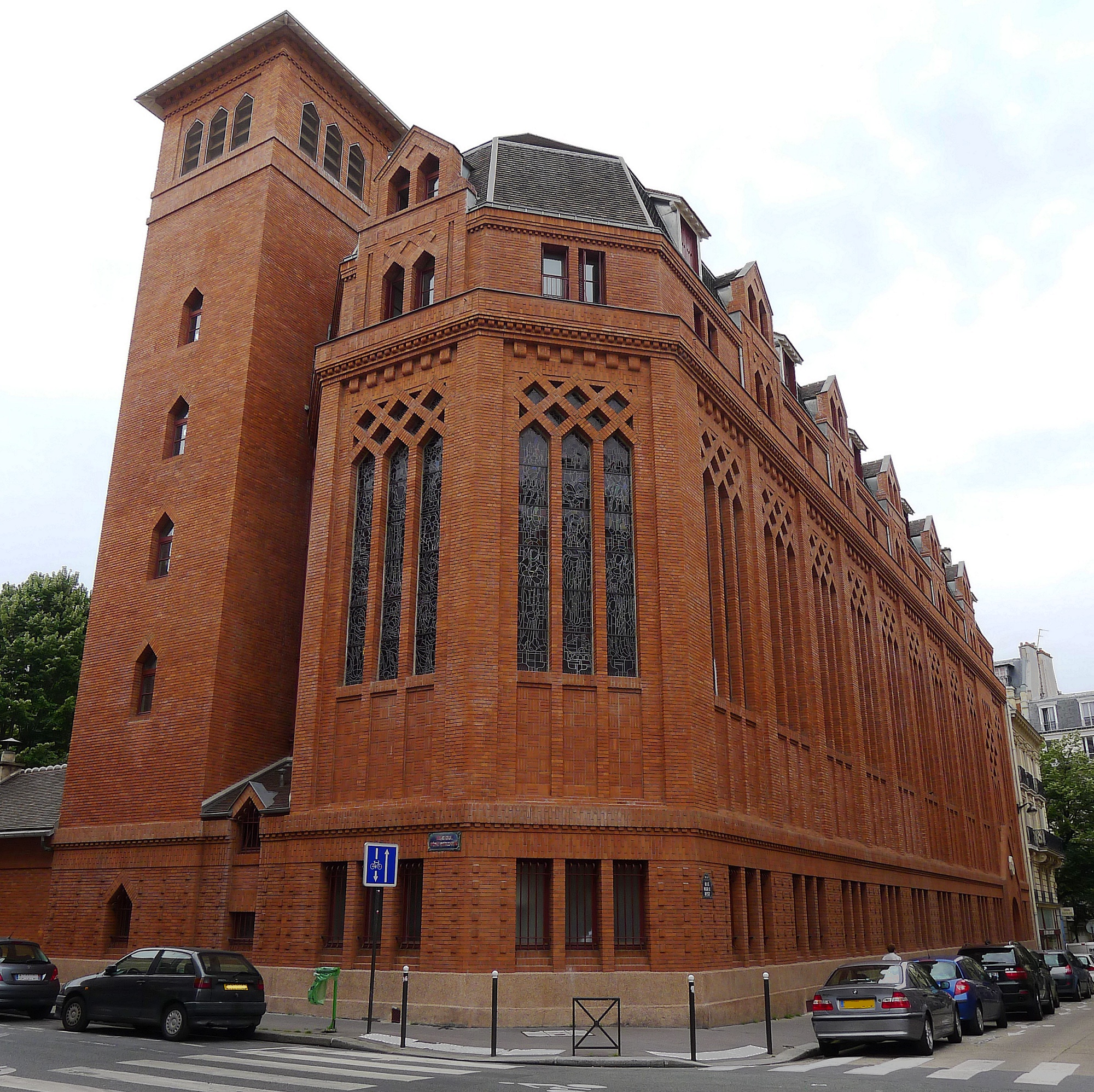
Le couvent des Franciscains, à l'angle des rues Marie-Rose (à droite) et du Père-Corentin (à gauche).